# 锚形豹蛛
锚形豹蛛（学名：[Pardosa anchoroides] 错误：{{Lang}}：文本有斜体标记（帮助））为狼蛛科豹蛛属的动物。在中国大陆，分布于内蒙古等地。该物种的模式产地在内蒙古。